# Панджі Тохджая
Панджі Тохджая (д/н — 1250) — 3-й магараджа держави Сінгасарі в 1248—1250 роках.

## Життєпис
Походив з династії Раджаса. Син магараджі Кен Ангрока і простолюдинки Кен Уманг. Ймовріно був малим, коли 1227 року загинув його батько внаслідок змови пасорбка Анусапаті. Втім тривалий час перебував при дворі останнього, заспокоївши того стосовно власних політичних амбіцій.
1248 або 1249 року за різними захопив владу. Це відбулося після вбивства власноруч Анусапаті крисом, який той в свою чергу вбив Кенн Ангрока. За іншими відомостями це сталося внаслідок селянського повстання проти аристократії. Також є гіпотеза, що Панджі Тохджая боровся за владу вже після мирної смерті Анусапаті.
У хроніці «Параратон» Панджі Тохджая зображується жорстоким і підступним вбивцею, який винищував своїх найближчих родичів. У поемі «Нагаракертагама» про панування Тохджаї взагалі не йдеться. Ім'я Тохджая зустрічається в написі (прасасті) Мула Малурунг, де його названо магараджею Кедірі.
Він спочатку замінив вищих чиновників, що обіймали посади при Анусапаті. Потім за порадою патіха (першого міністра) Панарджі планував стратити усунення нащадків Тунггул Аметунга і Кен Ангрока від Кен Дедес. Втім про це довідався один з брахманів, які стали на бік родичів поваленого магарджи. В результаті почалися сутички в самій столиці держави. На бік Ранггавуні (сина Анусапаті) й Махіса Чампаки (онука Кен Ангрока) перейшла нова знать, брахмани і частина військ. Зрештою 1350 року Панджі Тохджая зазнав поразки, дістав поранення, втік до селища Катанг Лумбанг, де невдовзі помер.
Владу перебрали Рангга Вуні і Махіса Чампака.